# Ateneo de Luxemburgo
El Ateneo de Luxembourg (Athénée de Luxembourg) es una escuela secundaria de la ciudad de Luxemburgo, en el sur de Luxemburgo. Es la escuela secundaria más antigua del país.

## Reseña histórica

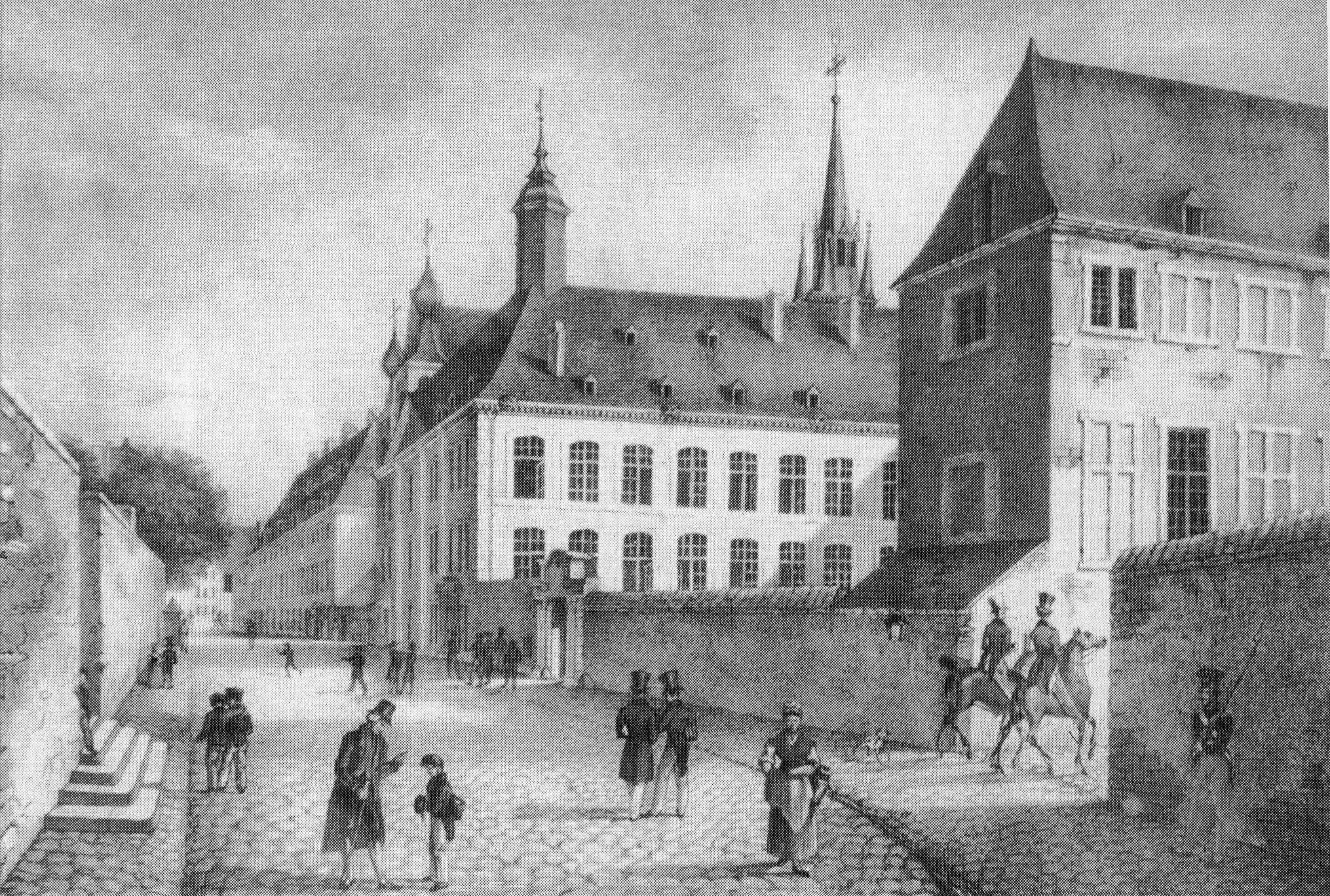
Ateneo de Luxembourg

La escuela fue originalmente fundada por jesuitas, y estuvo localizada en las proximidades de la Catedral de Notre Dame de Luxemburgo. Tras la Revolución francesa y los cambios políticos que surgieron, la escuela fue reorganizada y renombrada en 1817 como 'Athénée Royal'.
Después de la Segunda Guerra Mundial, la escuela fue reubicada en 1963 a Hollerich, en el suroeste de la ciudad. En el año 2003, la escuela celebró su 400 aniversario con una serie de eventos y la publicación de cuatro volúmenes con la rica historia de la escuela. El lema oficial de la escuela es 'Tradición e Innovación', una frase que refleja el énfasis continuo en la excelencia educativa, el respeto a las tradiciones humanistas y el deseo de seguir innovando.
Desde el año 2007, Joseph Salentiny es el director del 'Athénée de Luxembourg'.